# Polyphontès (Héraclide)
Pour les articles homonymes, voir Polyphontès.
Polyphontès est un Héraclide, du sang royal de Messénie.
Il tua le roi Cresphontès, son parent, et tous les princes de la famille royale, sauf Téléphonte (ou Æpytus), qui lui échappa; puis s'empara du trône et força Mérope, veuve de Cresphontès, à l'épouser ; mais il finit par périr lui-même de la main de Téléphonte, quand ce prince fut parvenu à l'adolescence.

## Source
Cet article comprend des extraits du Dictionnaire Bouillet. Il est possible de supprimer cette indication, si le texte reflète le savoir actuel sur ce thème, si les sources sont citées, s'il satisfait aux exigences linguistiques actuelles et s'il ne contient pas de propos qui vont à l'encontre des règles de neutralité de Wikipédia.